# Conseil de Micronésie
Le conseil de Micronésie, anciennement Conférence micronésienne inter-districts (1956-1957) puis Comité consultatif inter-districts auprès du Haut-Commissaire (1958-1960) est un organe consultatif du Territoire sous tutelle des îles du Pacifique ayant précédé le Congrès de Micronésie créé en 1965.

## Historique
La première participation directe de représentants autochtones au gouvernement du Territoire sous tutelle des îles du Pacifique a lieu en 1949, à Guam, lorsque se tient une première conférence des administrateurs de districts. Chaque administrateur civil est accompagné de deux représentants locaux. De nouvelles conférences se tiennent en 1953 et 1954, toujours selon la même formule. En 1956, le Haut Commissaire du Territoire décide de rassembler les représentants des micronésiens en une Conférence micronésienne inter-districts annuelle. En 1958, ses membres votent pour la renommer en Comité consultatif inter-districts auprès du Haut-Commissaire, puis en 1961 en Conseil de Micronésie. Elle est remplacée en 1965 par le Congrès de Micronésie,.